# アンドリュー・ラマー・アレクサンダー
アンドリュー・ラマー・アレクサンダー（英語: Andrew Lamar Alexander、1940年7月3日 - ）は、アメリカ合衆国の政治家。共和党に所属し、第45代テネシー州知事とジョージ・H・W・ブッシュ政権で第5代教育長官を務めた。

## 生い立ちと私生活

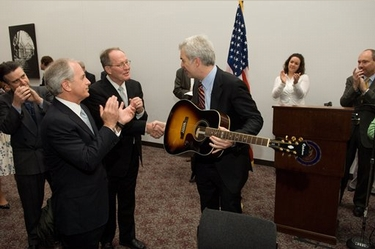
ギターを即興演奏するアレクサンダー

1940年7月3日にテネシー州メリービルにおいて誕生した。父親は同名のアンドリュー・ラマー・アレクサンダー (Andrew Lamar Alexander、1907-1984)、母親はジェネヴラ・フローライン・ランキン (Genevra Floreine Rankin、1914-2000) であった。アレクサンダーは高校時代にボーイズステイトのテネシー州知事に選出された。アレクサンダーは1962年にヴァンダービルト大学を卒業した。アレクサンダーは友愛会ファイ・ベータ・カッパ及びシグマ・カイに所属した。アレクサンダーは1965年にニューヨーク大学法科大学院を卒業した。アレクサンダーは大学院を卒業後、1965年から1966年までニューオーリンズで法廷書記官として働いた。アレクサンダーはアメリカ合衆国第5巡回区控訴裁判所において、ジョン・マイナー・ウィズダム判事の書記官を務めた。
1969年にテキサス州ヴィクトリア出身のレスリー・ブーラーと結婚した。2人は連邦上院議員スタッフによるソフトボール大会で知り合った。知り合った当時、アレクサンダーはテネシー州選出ハワード・ベイカー上院議員の下で働いており、レスリーはテキサス州選出ジョン・タワー上院議員の下で働いていた。2人の間には、男子2人と女子2人が誕生した（アンドリュー、レスリー、キャスリン、ウィリアム）。
アレクサンダーはピアニストでもあった。アレクサンダーは主にクラシック音楽やカントリー・ミュージックを演奏した。2007年4月には歌手パティ・ペイジが1950年のヒット曲「テネシーワルツ」をセルフカバーする際に、ピアノ奏者としてレコーディングに参加した。アレクサンダーがレコーディングに参加したきっかけは、レコード会社幹部のマイク・カーブの誘いによるものであった。2007年4月4日にはアレクサンダーの連邦上院議員再選に向けた選挙運動の資金調達のため、ナッシュヴィルのシャーマーホーン交響センターでパティ・ペイジと共にライブパフォーマンスを行った。

## 初期の政治経歴
1967年にハワード・ベイカー連邦上院議員の議会補佐官として勤務した。アレクサンダーは後の連邦上院議員トレント・ロットをルームメイトとして生活した。1969年にニクソン大統領の秘書官であるブライス・ハーロウの下で働いた。1970年、アレクサンダーはテネシー州に戻り、ウィンフィールド・ダンの選挙参謀を務めた。アレクサンダーはダンの州知事選挙勝利に貢献した。
アレクサンダーはダンの選挙参謀として評価を受け、1974年の州知事選挙では共和党候補として指名を受けた。アレクサンダーは州知事選挙において、民主党の元連邦議員レイ・ブラントン候補と争うことになった。ブラントンはアレクサンダーについて、「ニクソンの下で働いていた男」と糾弾した。選挙戦の数ヶ月前にリチャード・ニクソンがウォーターゲート事件で大統領を辞任していたことから、この非難はアレクサンダーの評判を下げる要因となった。またアレクサンダーの父親は教師であったが、そのような環境で育ったアレクサンダーは一般的なテネシー州民の考え方とは乖離があるとの攻撃もなされた。結果、民主党ブライトンが総投票の56パーセントを獲得し、得票率44パーセントの共和党アレクサンダーを下した。
1974年に雑誌タイムは、「将来の顔200人」の1人として、アレクサンダーの名前を挙げた。1977年、ハワード・ベイカー連邦上院議員が上院少数党院内総務に選出されると、アレクサンダーはベイカーの秘書官となった。アレクサンダーはワシントンD.C.に移動し、ベイカーの事務所で勤務した。

## テネシー州知事
1978年にテネシー州憲法が改正され、州知事の多選禁止が緩和された。これにより民主党所属の現職州知事レイ・ブラントンは1978年の州知事選挙に立候補することが可能となった。だが現職ブライトン知事は多くのスキャンダルを抱えていたため、再選を求めないことを表明した。アレクサンダーはこの州知事選挙に、共和党候補として立候補することを表明した。民主党からは銀行家ジェイク・ブッチャーが立候補した。アレクサンダーはテネシー州内1600キロメートルを巡り歩き、赤と黒の格子縞のシャツをシンボルとして選挙活動を行った。アレクサンダーは11月の本選挙で民主党ブッチャー候補を、得票率55パーセント対44パーセントで下した。
1979年1月初頭、退任間際のブラントン知事は恩赦を発令したが、この恩赦処分に対して州民が抗議騒動を起こした。この恩赦令は純粋な政治的駆け引きに伴うものと見られていたが、恩赦の一部には贈賄と思われるものが含まれていたため、騒動が発生した。
アレクサンダーは恩赦に関する騒動を沈静化するため、ブライトンを可能な限り早く知事の座から下ろす方策を検討した。テネシー州憲法は州知事の就任宣誓に関して、明確な日程の規定がされていなかった。アレクサンダーは副知事ジョン・ワイルダーや下院議長ネッド・マクウォーターら共和・民主両党の幹部と協議を行い、就任宣誓を当初の予定から3日前倒しで行うことで合意した。ワイルダーはこの調整について、後に「テネシー流の弾劾」と名づけた。そしてアレクサンダーは就任宣誓の直後に、州会議事堂を力ずくで占拠するよう州高速パトロール隊に命令した。
アレクサンダーは1982年の選挙で再選を目指し、民主党ランディ・タイリーを下した。これによりアレクサンダーはテネシー州史上初めて、4年任期の州知事を2期連続で務めた人物となった。アレクサンダーは2期目の1985年から1986年にかけて、全米知事協会の議長を務めた。1987年1月、アレクサンダーはテネシー州憲法の三選禁止の規定により、州知事を退任した。

## 州知事退任後
アレクサンダーはテネシー州知事を退いた後、家族とともにオーストラリアで休暇を送った。1988年、アレクサンダーはテネシー州に戻り、テネシー大学学長を1991年まで務めた。アレクサンダーは続いて1991年から1993年までアメリカ合衆国教育長官を務めた。アレクサンダーは教育長官として、1992年にキリスト教系教育機関多国籍協会を宗教教育の認定機関として承認した。だがキリスト教系教育機関多国籍協会の承認に関しては、教育省の諮問機関が1987年と1991年に不適当の見解を繰り返し示していたため、論争を引き起こした。1993年、教育研究者スティーヴ・レヴィコフはキリスト教系教育機関多国籍協会に対する批判的見解を1冊の本『When the TRACS Stop Short』に纏めて出版した。レヴィコフはその本の中で、アレクサンダーが行った決定に苦言を呈した。
1987年、アレクサンダーは小児保育会社 Corporate Child Care Management, Inc. の設立を支援した。この会社は吸収合併を繰り返し、2000年代初頭までにアメリカ最大の労働者保育企業 Bright Horizons Family Solutions として成長した。2005年の上院資産公開報告書は、アレクサンダーが Bright Horizons Family Solutions 社の株式を100万ドルから500万ドルの範囲で個人保有していると報告した。
アレクサンダーは1996年と2000年の大統領選挙に立候補表明したが、いずれも本選挙まで進むことはなかった。1996年、アレクサンダーはスーパー・チューズデー前に実施されたアイオワ州の大統領候補者指名党員集会とニューハンプシャー州予備選挙で指名獲得を目指したが、いずれも3位に終わった。大統領選挙から脱落後は、アレクサンダーはボブ・ドールとジャック・ケンプの顧問役を務めた。2000年の大統領選挙では、1999年3月9日に出馬表明を行い、全米各地で選挙活動を行った。アレクサンダーは選挙バスや飛行機などの使用を控え、フォード・エクスプローラーで遊説した。だが1999年8月14日に実施されたエイムズ模擬投票で惨敗すると、アレクサンダーは8月16日に大統領選挙からの撤退宣言をした。ニューヨーク・タイムズ紙はアレクサンダーの撤退に関して、「党の指名プロセスが資金力やメディア力によって簡略化されてしまっている苦々しい現実が、（アレクサンダーを）撤退へと追い込む結果につながった」と共和党に言及した。

## アメリカ合衆国上院議員

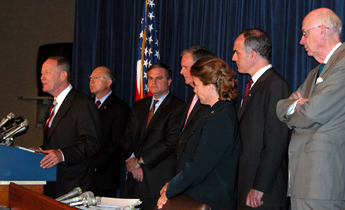
イラク研究グループの一員として会見を行うアレクサンダー（2007年）

2000年の大統領選挙後、アレクサンダーは公職に復帰することはないと宣言した。だが2002年、連邦上院議員フレッド・トンプソンが引退を表明すると、ホワイトハウスはトンプソンの選挙区を継承するようアレクサンダーに持ちかけた。アレクサンダーはホワイトハウスの説得を受諾し、2002年の連邦上院議員選挙出馬を表明した。アレクサンダーはテネシー州内において穏健派の共和党員と見なされており、アレクサンダーの指名には保守派のエド・ブライアント連邦下院議員が強く反対し、対立候補として立ち塞がった。ブライアントは1998年のクリントン大統領弾劾裁判の際に訴追役を務めた実力者であった。アレクサンダーは十分な資金供給と有力幹部からの推薦を獲得し、予備選挙でブライアントを僅差で破った。一方、民主党は連邦下院議員ボブ・クレメントを対立候補して擁立した。クレメントは著名な政治家系の生まれであり、テネシー州の議席奪還に強い期待が込められていた。テネシー州内では穏健派の共和党アレクサンダーから中道革新派の民主党クレメントに鞍替えする支持者も現れたが、アレクサンダーは2002年の連邦上院議員選挙でクレメントを破ることに成功した。この勝利によりアレクサンダーは、テネシー州において州知事と連邦上院議員の両方に選出された最初の人物となった。またアレクサンダーは、その年の連邦上院議員選挙で初選出となった人物の中での最高齢者であった。テネシー州から最高齢初選出者が出たのは、1924年のローレンス・タイソン以来であった。
イラク戦争開戦以前、アレクサンダーは米軍のイラク派兵を支持し、イラク問題は直ちに処理されなければならないとするブッシュ大統領との合意を表明した。開戦から1年後、アレクサンダーはイラク戦争について「国家における教訓」を提供してくれたと述べたが、その一方でアメリカの軍隊が内向的になる必要もないと言及した。アレクサンダーは「もし仕事を終える前に私たちが去ったならば、それはさらにひどいことだ」と発言した。2007年、アレクサンダーは超党派のイラク研究グループによる勧告を実施すべきであると広く喧伝した。そしてアレクサンダーは、もしブッシュ大統領がイラク研究グループの勧告を受け入れたならば、ブッシュ大統領はトルーマン的人物として評価されるだろうとも付け加えた。しかしながらアレクサンダーは、イラク戦争の終結やイラク駐屯部隊数の削減につながるような法案にはあくまで反対の姿勢を貫いた。アレクサンダーは、イラクに配置した軍隊の兵士に必要最低限の休養を与えるといった法案修正などすべてに、反対票を投じた。
2007年、グレート・スモーキー山脈国立公園で前年に発見されたトビムシ目の一種に対して、アレクサンダーに因んだ学名が付けられた。これは連邦上院においてアレクサンダーが科学研究資金の調達を支持してくれたことに対する感謝であった。付与された学名は、Cosberella lamaralexanderi であった。

### 担当委員会
- 歳出委員会
  - 商務司法科学関係省庁小委員会
  - 国土安全小委員会
  - 内務環境関係省庁小委員会
  - 立法府小委員会（上級委員）
  - 国務海外事業関連プログラム小委員会
  - 運輸住宅都市開発関連省庁小委員会
- 環境公共事業委員会
  - 大気清浄原子力安全小委員会
  - 地球温暖化対策公共部門監督児童健康保護小委員会（上級委員）
- 健康教育労働年金委員会
  - 児童家族小委員会（上級委員）
  - 高齢者高齢化小委員会
- 議院運営委員会

### 共和党執行部

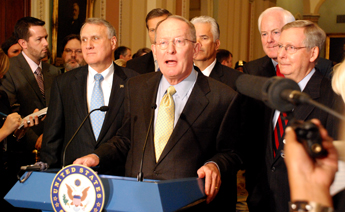
上院共和党会議議長の再選を報告するアレクサンダー（2008年）

2006年末、アレクサンダーは共和党内で院内幹事の選出に必要な票を確保したと発表した。院内総務ミッチ・マコーネルやブッシュ政権からは好ましい人物であると目されていたが、本投票で元院内総務トレント・ロットに1票差で敗れた（25対24）。
2007年末、院内総務トレント・ロットが上院議員の辞任を発表すると、アレクサンダーは再び党執行部入りを目指した。共和党会議議長を務めていた連邦上院議員ジョン・カイルがトレント・ロットの後任として院内総務に反対なしで選出されたため、共和党会議議長のポストが空席となった。アレクサンダーは共和党会議議長への立候補を表明した。アレクサンダーはノースカロライナ州選出リチャード・バーを31対16で下し、共和党会議議長となった。

### 2008年アメリカ合衆国上院議員選挙
詳細はUnited States Senate election in Tennessee, 2008を参照
2007年4月3日、アレクサンダーは故郷メリービルにおいて、2008年上院議員選挙に再選を目指して立候補することを発表した。アレクサンダーはテネシー州における最有力人物であり評価も高かったことから、共和党は異論なくアレクサンダーを公認候補とした。民主党は内部分裂により混迷を極めたため、選挙戦は終始アレクサンダー有利の状況で進行した。民主党は予備選挙の結果、ボブ・チュークを擁立した。
本選挙では下馬評の通り、アレクサンダーが勝利を収めた。アレクサンダーは総投票の65パーセントを獲得し、テネシー州96郡のうち95郡で優勢となる地滑り的勝利であった。アレクサンダーは民主党の強固な地盤であったデイヴィッドソン郡とシェルビー郡でも勝利し、唯一の敗北は黒人が多数を占めるヘイウッド郡のみであった。

## 選挙結果
| 1974年テネシー州知事選挙 | 1974年テネシー州知事選挙 | 1974年テネシー州知事選挙             | 1974年テネシー州知事選挙 | 1974年テネシー州知事選挙 |
| 所属                     | 所属                     | 候補者名                             | 得票数                   | 得票率                   |
| ------------------------ | ------------------------ | ------------------------------------ | ------------------------ | ------------------------ |
|                          | 民主党                   | レイ・ブラントン                     | 576,833                  | 55.88 %                  |
|                          | 共和党                   | アンドリュー・ラマー・アレクサンダー | 455,467                  | 44.12 %                  |

| 1978年テネシー州知事選挙 | 1978年テネシー州知事選挙 | 1978年テネシー州知事選挙             | 1978年テネシー州知事選挙 | 1978年テネシー州知事選挙 |
| 所属                     | 所属                     | 候補者名                             | 得票数                   | 得票率                   |
| ------------------------ | ------------------------ | ------------------------------------ | ------------------------ | ------------------------ |
|                          | 共和党                   | アンドリュー・ラマー・アレクサンダー | 661,959                  | 55.84 %                  |
|                          | 民主党                   | ジェイク・ブッチャー                 | 523,495                  | 44.16 %                  |

| 1982年テネシー州知事選挙 | 1982年テネシー州知事選挙 | 1982年テネシー州知事選挙             | 1982年テネシー州知事選挙 | 1982年テネシー州知事選挙 |
| 所属                     | 所属                     | 候補者名                             | 得票数                   | 得票率                   |
| ------------------------ | ------------------------ | ------------------------------------ | ------------------------ | ------------------------ |
|                          | 共和党                   | アンドリュー・ラマー・アレクサンダー | 737,693                  | 59.56 %                  |
|                          | 民主党                   | ランディ・タイリー                   | 500,937                  | 40.44 %                  |

| 2002年アメリカ合衆国上院議員選挙（テネシー州） | 2002年アメリカ合衆国上院議員選挙（テネシー州） | 2002年アメリカ合衆国上院議員選挙（テネシー州） | 2002年アメリカ合衆国上院議員選挙（テネシー州） | 2002年アメリカ合衆国上院議員選挙（テネシー州） |
| 所属                                           | 所属                                           | 候補者名                                       | 得票数                                         | 得票率                                         |
| ---------------------------------------------- | ---------------------------------------------- | ---------------------------------------------- | ---------------------------------------------- | ---------------------------------------------- |
|                                                | 共和党                                         | アンドリュー・ラマー・アレクサンダー           | 888,223                                        | 54.27 %                                        |
|                                                | 民主党                                         | ボブ・クレメント                               | 726,510                                        | 44.34 %                                        |

| 2008年アメリカ合衆国上院議員選挙（テネシー州） | 2008年アメリカ合衆国上院議員選挙（テネシー州） | 2008年アメリカ合衆国上院議員選挙（テネシー州） | 2008年アメリカ合衆国上院議員選挙（テネシー州） | 2008年アメリカ合衆国上院議員選挙（テネシー州） |
| 所属                                           | 所属                                           | 候補者名                                       | 得票数                                         | 得票率                                         |
| ---------------------------------------------- | ---------------------------------------------- | ---------------------------------------------- | ---------------------------------------------- | ---------------------------------------------- |
|                                                | 共和党                                         | アンドリュー・ラマー・アレクサンダー           | 1,579,477                                      | 65.14 %                                        |
|                                                | 民主党                                         | ボブ・チューク                                 | 767,236                                        | 31.64 %                                        |

1996年アメリカ合衆国大統領選挙（共和党予備選挙）
- ボブ・ドール - 9,024,742 (58.82%)
- パット・ブキャナン - 3,184,943 (20.76%)
- スティーヴ・フォーブズ - 1,751,187 (11,41%)
- アンドリュー・ラマー・アレクサンダー - 495,590 (3.23%)
- アラン・キーズ - 471,716 (3.08%)
- リチャード・ルガー - 127,111 (0.83%)
- 非拘束名簿人 - 123,278 (0.80%)
- フィル・グラム - 71,456 (0.47%)
- ボブ・ドーナン - 42,140 (0.28%)
- モリー・テイラー - 21,180 (0.14%)

2006年共和党上院少数党院内幹事選挙
- トレント・ロット - 25 (51.02%)
- アンドリュー・ラマー・アレクサンダー - 24 (48.98%)

2007年上院共和党会議議長選挙
- アンドリュー・ラマー・アレクサンダー - 31 (65.96%)
- リチャード・バー - 16 (34.04%)